# Настоящее (Live)
Настоящее (Live) — второй альбом украинской певицы Анны Седоковой. Все песни записаны в режиме live.

## Об альбоме
Сингл «Вселенная» был перепет Анной совместно с Вероникой Лазаревой, победительницей конкурса «Жемчужина Татарстана-2016», страдающей редким заболеванием. Другую композицию «Самый лучший» Анна исполнила со своей младшей дочерью Моникой, записанной в трек-листе как #Supermonica.
Закрытая презентация альбома состоялась 13 февраля в офисе собственной компании La Story, одновременно певица представила видеоклип на песню «Первая любовь».
Спустя неделю альбом вошёл в десятку самых скачиваемых альбомов в российском ITunes.

## Список композиций
| №                   | Название                              | Длительность |
| ------------------- | ------------------------------------- | ------------ |
| 1.                  | «Интро»                               | 0:54         |
| 2.                  | «Пираньи»                             | 4:43         |
| 3.                  | «Что я наделала»                      | 3:29         |
| 4.                  | «Не скромничай»                       | 3:19         |
| 5.                  | «О тебе»                              | 5:14         |
| 6.                  | «Вселенная (feat. Вероника Лазарева)» | 3:31         |
| 7.                  | «Я снова тебе поверю»                 | 4:16         |
| 8.                  | «Между нами кайф»                     | 3:43         |
| 9.                  | «Пока, милый»                         | 3:08         |
| 10.                 | «Самый лучший (feat. #Supermonica)»   | 3:53         |
| 11.                 | «Сердце в бинтах»                     | 4:47         |
| 12.                 | «Первая любовь»                       | 3:13         |
| Общая длительность: | Общая длительность:                   | 44:10        |

## Критика
Live-альбом «Настоящее» получил 3 звезды из 5 возможных от обозревателя информационного портала InterMedia Алексея Мажаева. Критик отмечает, что Анна Седокова воплотила свои «загадочно-псевдофилософские тексты» из социальных сетей в жизнь через первый же трек «Intro». Также Мажаев не обошёл стороной и содержание каждого из треков, подмечая, что каждый из них начинается «небольшим разговорным предисловием, которые на слух воспринимаются нежными и глубокими». В конце обозреватель отметил ещё несколько песен «„Между нами кайф“ с откровенным сексуальным текстом и подтекстом», «едкое послание бывшему „Пока, милый“» и «„Первая любовь“ с небезынтересной мыслью о том, что первая любовь - это первая сложившаяся».

## Награды и номинации
| Год  | Награда         | Номинация                 | Номинированная работа | Результат |
| ---- | --------------- | ------------------------- | --------------------- | --------- |
| 2014 | «Премия RU.TV»  | «Самое сексуальное видео» | «Между нами кайф»     | Победа    |
| 2016 | «Премия RU.TV»  | «Самое сексуальное видео» | «Пока, милый!»        | Победа    |
| 2016 | «Премия Муз-ТВ» | «Лучшее женское видео»    | «Пока, милый!»        | Номинация |